# Natasja Zvereva
Natalja "Natasja" Zvereva, eller Natallja Zvierava (belarusiska:Наталля  Зверава), född 16 april 1971 i Minsk, Belarus (i dåvarande Sovjetunionen), är en vitrysk högerhänt tidigare professionell tennisspelare, en av de främsta dubbelspelarna genom tiderna.

## Tenniskarriären
Natasja Zvereva blev professionell spelare på WTA-touren i maj 1988. Åren 1988–2002 vann hon totalt 4 singel- och 80 dubbeltitlar. Hon hade dessförinnan, 1986–87, vunnit 3 titlar vardera i singel och dubbel i ITF-arrangerade turneringar inklusive juniorsingeltitlarna i Wimbledonmästerskapen och US Open. Hon vann sedan på WTA-touren sammanlagt 20 Grand Slam-titlar, varav 18 i dubbel och 2 i mixed dubbel. Åren 1993 och 1994 vann hon tillsammans med den puertoricanska spelaren Gigi Fernandez the Season Ending WTA Tour Championship. Hon upprepade triumfen också 1998, då tillsammans med Lindsay Davenport. Hon rankades som bäst etta i dubbel (från 7 oktober 1991) och nummer 5 i singel (från 22 maj 1989). Hon vann i prispengar totalt 7 792 503 US dollar.  
Zvereva vann 14 av sina dubbeltitlar tillsammans med Gigi Fernandez. Paret är därmed det tredje bästa i GS-historien efter Martina Navratilova/Pam Shriver och Louise Brough/Margaret duPont med vardera 20 GS-titlar i dubbel. 
Paret Zvereva/Fernandez vann säsongerna 1992–93 sex konsekutiva GS-finaler, vilket ITF numera likställer med en "äkta Grand Slam", trots att titlarna inte vanns under ett och samma kalenderår. Zvereva vann de första två GS-dubbeltitlarna (Franska öppna 1989 och Wimbledon 1991) tillsammans med Larisa Neiland.US Open 1991 vann hon tillsammans med Pam Shriver och 1997 Australiska öppna med Martina Hingis.
År 1988 nådde Zvereva finalen i Franska öppna, där hon mötte tyskan Steffi Graf, som till publikens besvikelse vann mad 6-0, 6-0. 
Natasja Zvereva deltog i det sovjetiska Fed Cup-laget 1986–91. Därefter, 1994 och 1998–99 och 2002, spelade hon i det vitryska laget. Hon spelade totalt 80 matcher av vilka hon vann 59.

## Spelaren och personen
Natasja Zverevas far, Marat, spelade själv tennis och var dessutom tennisinstruktör. Zvereva spelar med dubbelfattad backhand.
Hon bor i Minsk.

## Grand Slam-titlar
- Australiska öppna
  - Dubbel - 1993, 1994, 1997
  - Mixed dubbel -1990, 1995
- Franska öppna
  - Dubbel - 1989, 1992, 1993, 1994, 1995, 1997
- Wimbledonmästerskapen
  - Dubbel - 1991, 1992, 1993, 1994, 1997
- US Open
  - Dubbel - 1991, 1992, 1995, 1996